# Felgar
Felgar is een plaats (freguesia) in de Portugese gemeente Torre de Moncorvo en telt 1100 inwoners (2001).